# Webcómic
Una historieta en línea o webcómic es una historieta disponible para su lectura en Internet. Muchos webcómics son publicados únicamente en la web, mientras que otros se publican en papel, manteniendo un archivo en Internet por razones comerciales o artísticas. 
Los webcomics también suelen denominarse e-comic, aunque e-comic es realmente el nombre usado para referirse a las historietas que son realizadas específicamente en papel, para su venta o distribución; y que son transformadas a forma digital para ser leídas en un PC o similar.

## Características

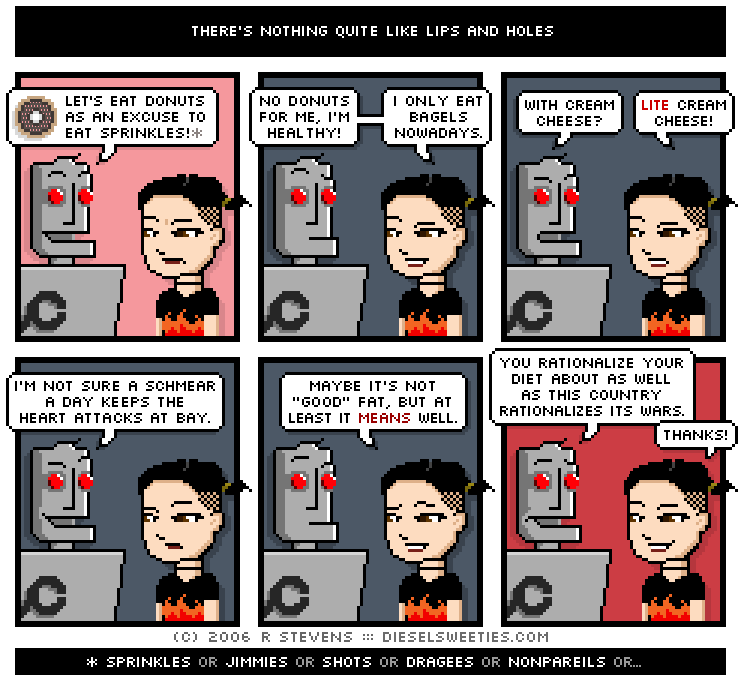
Muchos webcómics como Diesel Sweeties utilizan estilos artísticos no tradicionales.

El webcómic propiamente dicho es una historieta realizada con el fin de obtener directamente una edición digital, para PC o similar e incluso móvil; en el cual normalmente se presenta su lectura a través de una página web. El primero de ellos fue Where the Buffalos Roam (1992) de Hans Bjordhal que consiste en tiras originalmente hechas para papel digitalizadas. Con el tiempo los artistas han experimentado nuevos formatos específicos del espacio virtual (como el infinite canvas, ‘lienzo infinito’) o han recurrido directamente a la tableta gráfica, pero los escaneos siguen siendo la norma.
Del mismo modo, aunque hay una gran cantidad de formatos, el más exitoso de todos es la clásica tira cómica, siendo el costumbrista el género preferido aunque hay también series de aventuras e historietas experimentales, incluyendo géneros propios del medio, como los sprite comics. Por otro lado, debido a la particularidad del medio en el que se publican, los webcómics que tratan sobre nuevas tecnologías, ocio electrónico y similares, gozan de una especial sinergia. En este aspecto, es frecuente el uso de webcómics de gran difusión por empresas del sector para promocionar sus productos, invitando a sus responsables a ferias y demostraciones como si de miembros de la prensa se tratasen o directamente contratando sus servicios para tener contenido exclusivo de dicho webcómic para ofrecer a sus clientes/usuarios. 
A diferencia de las historietas impresas pueden incorporar animaciones Flash, con música y sonidos, afirmándose que: 

Si se puede parar a leer la página, si el componente de tiempo lo controla el usuario, es un cómic. Si hay algo que hace que avance automáticamente, dejaría de ser un cómic. Sería una animación.

## Historia

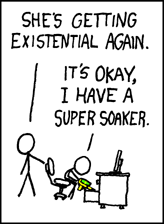
Solo algunos webcómics, como xkcd, son financieramente exitosos.

Los webcómics empezaron a aparecer en la primera mitad de los años noventa, aunque fue durante los últimos años de la década cuando el número y la importancia de los mismos empezó a crecer de forma drástica, hasta tal punto que existe una broma entre los propios autores que dice que "para que un webcómic tenga éxito, empiézalo en 1998".[cita requerida] Así, entre 1992 y 2000, aparecieron obras de gran éxito como las siguientes:
- Sluggy Freelance
- User Friendly
- Penny Arcade
- Sexy Losers
- Bob and George
- Freefall
- Nut y Merry

Estos webcómics se hicieron especialmente populares después de que Scott McCloud publicara su libro La revolución de los cómics en agosto de 2000. Desde esa fecha, se ha experimentado un crecimiento muy fuerte de los webcómics en habla inglesa, con aparición de publicaciones como Megatokyo, 8 bit Theater, VG Cats, Ctrl+Alt+Del, Homestuck y Sparkling Generation Valkyrie Yuuki, entre otros.
Entre el público estadounidense en particular, el fenómeno del webcómic es tan poderoso que muchos autores, aunque siguen publicando sus obras de forma gratuita en la Red, son capaces de ganarse la vida exclusivamente gracias a sus webcómics, principalmente por medio de ingresos en publicidad y merchandising. Muchos de los anteriormente citados pueden englobarse en esta categoría, aunque el caso más famoso es probablemente el de Penny Arcade, cuyos autores (Mike Krahulik y Jerry Holkins) llevan varios años viviendo de su página web, de la que ellos mismos mencionaron en marzo de 2006 que recibía unos dos millones de visitas diarias . El fenómeno Penny Arcade llega hasta tal punto que sus autores llevan a cabo anualmente una feria de videojuegos llamada PAX comparable a la E3, además de una campaña de caridad, también anual, llamada Child's Play que tan solo en 2006 recaudó más de un millón de dólares en material y donaciones para hospitales de todo el planeta .
El éxito de la distribución libre por parte de autores, tanto amateurs como profesionales, ha dado pie a la creación de nuevas herramientas en internet que facilitan la publicación de webcómics por parte de cualquiera, con plataformas como ComicGenesis, Webcomics Nation o incluso sistemas de weblog cómo Blogspot siendo algunos ejemplos de las más utilizadas.
Entre los webcómics en inglés más populares que actualmente se publican regularmente están Kevin and Kell, Cyanide and Happiness, Saturday Morning Breakfast Cereal, Xkcd, Sandra and Woo, Homestuck  y Gunnerkrigg Court.

## Webcómics en español
La mayoría de los webcómics están en inglés, aunque hay muchos en otros idiomas, incluyendo el español. Algunos de los más conocidos son ¡Eh, tío!, El Listo, Juanelo, El Joven Lovecraft, El Vosque, Mi Mundo Alex, Pollo Letal, Runtime-Error, Raruto y 5 Elementos (España), Caballo Negro, Hitlercito; perro, gato y ardilla; No lo pillo (España),Bunsen, SENI, Noveno Piso (México) y Dinami (Argentina). Algunos incluso han dado el salto a la publicación en papel.  
En 2004 se fundó la comunidad WEE ("Webcómics En Español") con el objetivo de poner en contacto a los autores y dar difusión a sus obras. Su principal proyecto fue el Weezine, un fanzine anual que durante seis años recogió obras inéditas de muchos autores de la escena. También contaba con un índice que recogió más de 500 webcómics y un foro. Su actividad fue reduciéndose hasta que en diciembre de 2013 cerró definitivamente.
Fundada en 2006, Subcultura.es fue el centro de la comunidad hispanoparlante, con más de 4700 webcómics alojados a comienzos de 2014. El sitio ofrecía alojamiento gratuito, un sistema de publicación cómodo y herramientas para promocionar los cómics, así como un sistema de navegación intuitivo. Había obras de todos los niveles, desde lo más primerizo hasta trabajos profesionales como 46, Ugnis, Caléorn, Ice Cream Surfer, EeGoo¬¬ y La Luna solitaria.
En 2014 nace TuComic, la primera red social de cómics y webcómics en español alojando trabajos de editoriales, grandes autores y también principiantes del mundo del dibujo, tales como Editorial MitomanoCómics, Editorial Koigora, Editorial AcciónCómics, Revista Hisopo Producciones, autores como Sergio Bleda y sus trabajos Cómo presentar un proyecto a un editor, No te olvidamo] y R.D.Ricci Ligeia, la Vampira. Además el portal cuenta con la sección Cómic del Mes en la que cada mes se realiza una entrevista a un autor.
Por otro lado, algunos artistas consagrados en los medios impresos han dado el salto al webcómic (Mauro Entrialgo, Manel Fontdevila). Tampoco faltan las traducciones de webcómics en inglés, por ejemplo Freefall y  Rage from the South.
El 31 de enero del 2018 Subcultura.es llegó a su fin cerrando todos sus servidores. No obstante, gracias a esa gran comunidad que llegó a reunir, sacaron adelante una nueva web para que la sustituyera, Faneo.es. Las herramientas que presenta para subir y editar los diferentes cómics, se inspiran en las de  Subcultura.es pero mucho más fáciles de entender, como también ofrece un alojamiento gratuito. Dicha plataforma se inició en primavera del mismo año y a día de hoy cuenta con 2400 cómics alojados y va en aumento.
En febrero de 2019 Fandogamia Editorial abrió un portal de webcómics dentro su servidor web, Fanternet, en el que aloja varios webcómics serializados de autores españoles y traducciones de webcómics extranjeros. Los autores cobran adelantos de la posterior edición en papel de estas series, por lo que se convierte en el primer portal español de webcómics con retribución directa a sus autores.

## Concurso Nacional de Webcómic
La repercusión del webcómic en el ámbito español se vio remarcada dando su primer paso hacia la mayor difusión entre el público cuando a finales del 2008 se organizó el I Concurso Nacional de Webcómics en Español.
En 2009 se organizó por Ismurg (autor del webcomic Nariz Puntiaguda)y con el patrocinio de Sync.es, la segunda edición con 37 participantes, 1900 votos en línea y amplia difusión en medios audiovisuales. El ganador de esta edición resultó Aitor Iñaki Eraña con un webcómic ambientado en el mundo de los videojuegos.
Típicamente, un webcómic es una sucesión de tiras o páginas en formato digital, que se publican con cierta periodicidad, en la amplia mayoría de los casos de manera gratuita. En general, los autores utilizan Internet simplemente como método de distribución de su obra, y tratan de conseguir beneficios de forma indirecta, sea mediante publicidad, mediante venta en línea de productos relacionados o simplemente mediante la ventaja de darse un poco más a conocer. Ha habido también ciertos autores que han establecido sistemas de micropago o de usuarios priviliegiados (en los que, pagando cierta cuota mensual, el usuario accede a contenidos exclusivos relacionados con el cómic), pero estos sistemas han tenido escaso éxito entre el público.
Los webcomics son una posibilidad para los ilustradores que no disponen de una editorial que los publique o para aquellos que quieren deslindarse de la censura de la misma; asimismo, gente que solo quiere dibujar historietas por mero pasatiempo dispone de la red para mostrar su trabajo a un público más amplio.
También se suelen utilizar estos tipos de cómic por parte de editoriales grandes, generalmente utilizando Adoble Flash, con el fin de vender la versión digital de una historieta impresa (como hizo Crossgen), o de ofrecer números atrasados a modo de publicidad (como hace Marvel). Algunas editoriales también utilizan este formato para el acceso a aus archivos históricos y colecciones por parte de investigadores y profesionales.
Muchos dibujantes y creadores de historietas han intentado establecer el mercado de cómics en línea, siendo este el caso de Scott McCloud, autor de Reinventando los cómics y Destapando los cómics donde intenta explicar cómo la imaginación en conjunto con la tecnología han ido con las décadas, revolucionando lo que él considera una forma de arte